# ملون (سامانه موسیقی برخط)
ملون (انگلیسی: Melon) یک رسانه جاری موسیقی برخط کره جنوبی است.